# Antiochia Margiańska

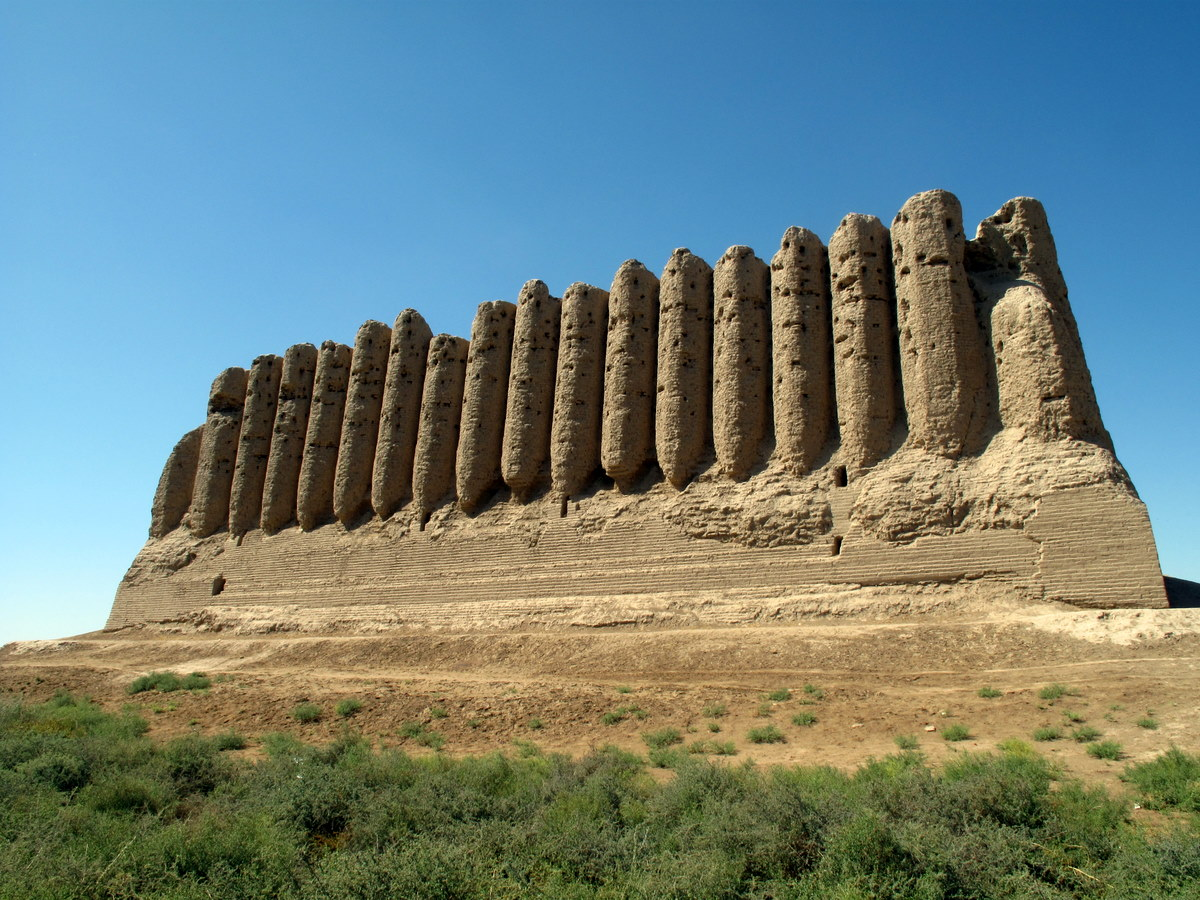
Wielkie Kyz Kala

Antiochia Margiańska (wcześniej Aleksandria Margiańska) – ruiny starożytnego miasta położone nad rzeką Murgab w pobliżu obecnego miasta Mary (do 1937 Merw) w Turkmenistanie; swoją nazwę zawdzięcza Antiochowi I Soterowi, który ją odbudował, i krainie, w której jest położona – Margianie. W ostatnich latach w jej ruinach prowadzone są wykopaliska.
Pierwsza osada istniała w tym miejscu już we wczesnej epoce żelaza, a w okresie achemenidzkim nieco się rozrosła i nosiła nazwę Erk-kala, choć nie odgrywała większej roli jako ośrodek miejski. Aleksander Macedoński założył na jej miejscu kolonię (przede wszystkim ze względów strategicznych) pod nazwą Aleksandrii Margiańskiej, która w latach panowania Seleukosa I Nikatora została doszczętnie zniszczona najazdami koczowników z Azji Środkowej lub w wyniku lokalnych konfliktów.
Miasto odbudował dopiero Antioch I Soter, nadając jej początkowo nazwę Seleucji, a później przemianowano je na Antiochię Margiańską. Całą oazę, w której leżało, otoczono wałem ziemnym o długości 250–260 km dla ochrony przed atakami nomadów i dla zabezpieczenia ziem uprawnych przed piaskami pustyni. W okresie hellenistycznym i później – partyjskim, miasto znacznie się rozrosło i nabrało dużego znaczenia jako grecki ośrodek urbanistyczny w rejonie Iranu i Azji Środkowej.
W XII w. była to jedna z największych metropolii świata, zamieszkiwana przez około 200 tysięcy mieszkańców. Do upadku przyczyniło się zdobycie miasta w 1221 przez Mongołów pod wodzą syna Dżyngis Chana, Tołuja i późniejsza rzeź mieszkańców – tylko 400 rzemieślników zachowano przy życiu deportując ich na dwór mongolski. Ostateczny koniec był wynikiem opanowania w 1785 miasta przez emirów Buchary, którzy zburzyli miasto i zniszczyli tamy zapewniające zaopatrzenie w wodę, a całą ludność deportowali w rejon Buchary i Samarkandy.
Na zachód od miasta budowano w okresie od VII do XII wieku ufortyfikowane pałace zwane köszk, z których największym jest Wielki Kyz Kala.
Ruiny miasta, Państwowy Park Historyczny i Kulturowy „Starożytne Merw”, znajdują się na Liście światowego dziedzictwa UNESCO.